# Marid Mutalimov
Marid Mutalimov (in kazako Марид Муталимов?; 22 febbraio 1980) è un lottatore kazako, specializzato nella lotta libera.

## Palmarès

### Olimpiadi
- 1 medaglia:
  - 1 bronzo (Pechino 2008 nei 120 kg)

### Campionati asiatici
- 1 medaglia:
  - 1 argento (Jeju 2008 nei 120 kg)